# Ferrer d'Abella (militar)
Ferrer d'Abella (segle XIV) fou un militar català documentat a la segona meitat del segle xiv.
Va participar en la campanya de 1392 a fi per tal retornar Sicília a les mans de la reina Maria de Sicília. El rei Martí el va nomenar membre de l'orde de la Corretja, que era de titular únic.